# تسفي سليتيرنيك
تسفي سليتيرنيك ( (بالعبرية: צבי סליטרניק‏) (16 مايو 1897 - 1994) عالم حشرات إسرائيلي.
في عام 1962 حصل سليترنيك على جائزة إسرائيل في الطب لعمله في القضاء على الملاريا في إسرائيل.

## سيرة شخصية
ولد Sliternik في عام 1897 في بلوسكيروف الواقعة في منطقة بودوليا في الإمبراطورية الروسية (وهي معروفة حاليا باسم خميلنيتسكي في أوكرانيا). بدأ دراسة الطب في روسيا، لكنه لم يكمل دراسته قبل الهجرة عام 1919 إلى فلسطين تحت الانتداب البريطاني . هناك التقى شوشانا ليساور، وهي سائحة يهودية متطوعة من برلين بألمانيا، وتزوجها عام 1929.
عاد سليتيرنيك إلى دراساته الأكاديمية ودرس علم الأحياء في الجامعة العبرية في القدس. في عام 1946 حصل على درجة الدكتوراه.
بدأ سليتيرنيك عمله البحثي في علم الحشرات في عام 1921، كعضو في وحدة صغيرة برئاسة الدكتور إسرائيل كليجلر، لتطوير طرق غير مكلفة وفعالة لمكافحة مرض الملاريا، مما أدى في النهاية إلى القضاء التام على الملاريا في عام 1962.
عين مشرفًا إقليميًا على القضاء على مرض الملاريا في وادي يزرعيل، وأشرف على تجفيف الأهوار في محيط الخضيرة ومناطق أخرى في عموم القطر. وشغل منصب مدير قسم علم الحشرات في الجيش الإسرائيلي في عام 1948، ثم شغل بعد ذلك منصب مدير قسم علم الحشرات في وزارة الصحة الإسرائيلية من عام 1949 إلى عام 1962.

## الجوائز
- في عام 1962 ، حصل سليترنيك على جائزة إسرائيل في الطب لعمله في القضاء على الملاريا في إسرائيل.[2]